# Dale Chihuly

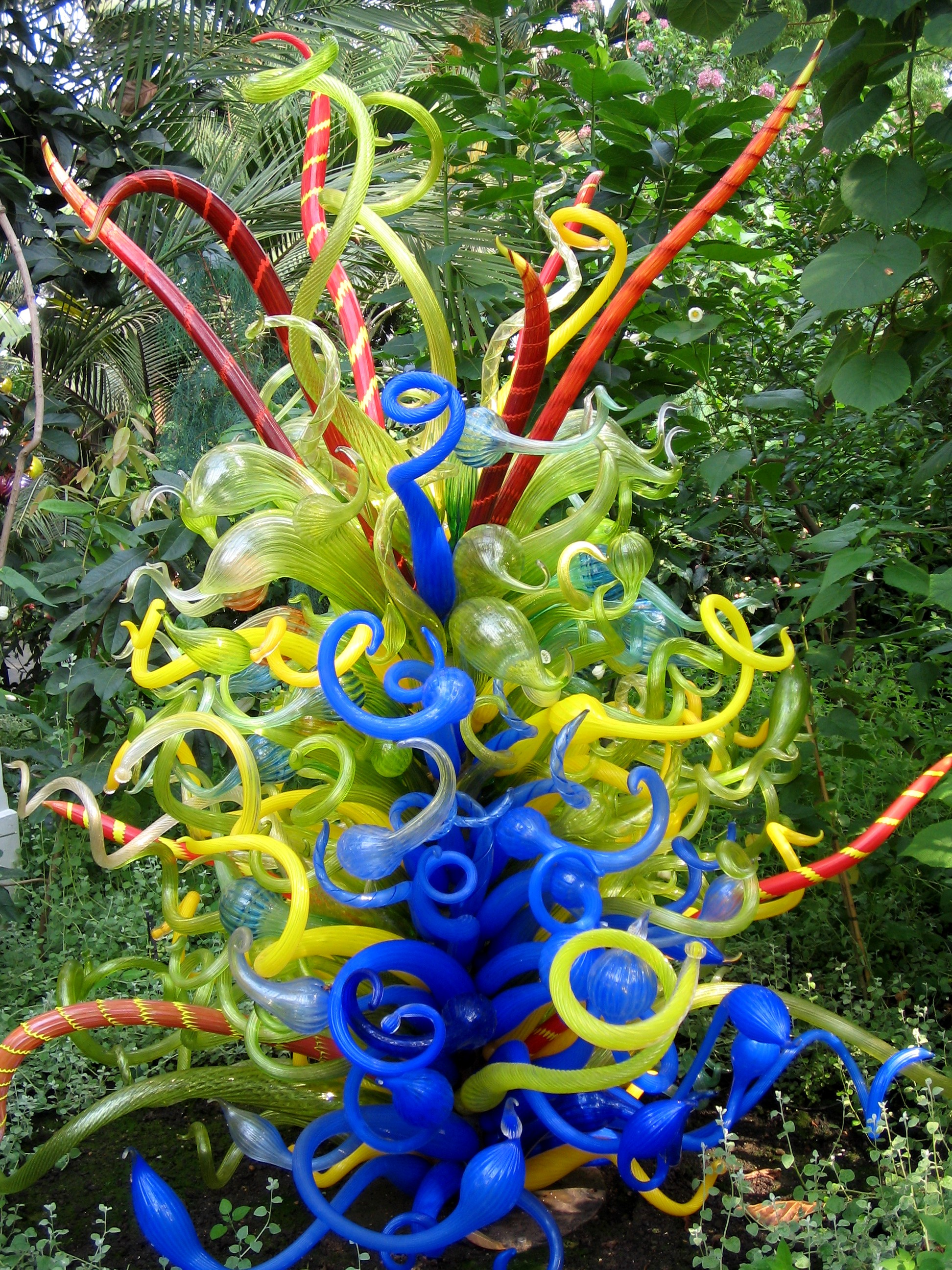
Exhibición en el Real Jardín Botánico de Kew, Londres.

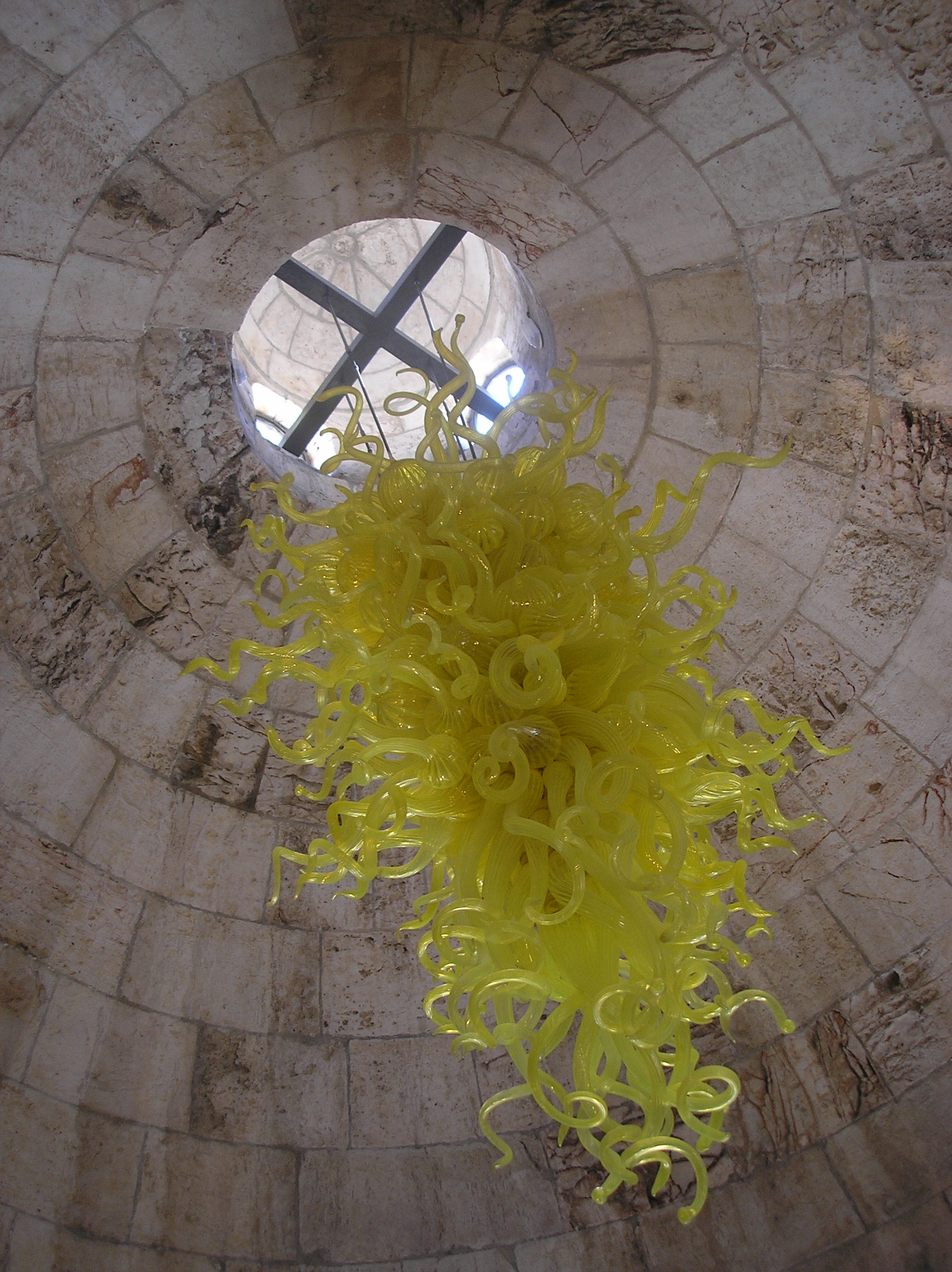
Torre de David, Jerusalén.

Dale Chihuly (Tacoma (Washington), 20 de septiembre de 1941) es un escultor estadounidense especializado en trabajos en vidrio soplado.

## Biografía
Chihuly se graduó en la escuela secundaria en Tacoma. Apoyado por su madre, después de la muerte de su hermano George en un accidente de vuelo de entrenamiento en la Florida y tras la muerte de su padre de un ataque al corazón, se inscribió en el colegio de Puget Sound (actualmente Universidad de Puget Sound) en 1959. Un año más tarde, se trasladó a la Universidad de Washington en Seattle, en donde estudió Interiorismo, Arquitectura y Vidrio soplado.
En 1967, Chihuly recibió el Máster de la Ciencia en Vidrio Soplado de la Universidad de Wisconsin-Madison. En 1968, recibió el Máster of Fine Arts en escultura en Rhode Island School of Design, donde ayudó más adelante a establecer el programa de vidrio soplado de la escuela. En este año, también recibió la beca Fulbright, y consiguió ser el primer soplador de vidrio americano en trabajar en la prestigiosa Fábrica Venini en la isla de Murano. Junto con varios otros artistas de vidrio, Chihuly fundó la influyente escuela de vidrio de Pilchuck en 1971 en Stanwood (Washington).[cita requerida]
Chihuly vive y trabaja en su estudio de 2300 m², apodado "The Boathouse" por su uso anterior, en el lago Union. Desde que perdió la Visión en uno de sus ojos a causa de un accidente de automóvil en 1976, Chihuly (quién usa parche ocular) no tiene más la percepción de la profundidad necesaria para manejar el vidrio fundido por el mismo. En su lugar,  conceptúa cada proyecto con pintura y lona y después emplea a un equipo de artistas para hacer el trabajo. El documental Chihuly Over Venice se convirtió en el primer programa de HDTV en ser emitido en los Estados Unidos cuando comenzó en noviembre del 1998. En 1991, Chihuly comenzó su serie Niijima con algunas de las piezas de vidrio soplado más grandes del mundo, en el Festival Internacional del Arte de vidrio de Niijima en Japón.

## Su obra
Su fascinación con las formas abstractas de la naturaleza están influidas por el jardín de su madre en Tacoma. Su amor para el océano y sus criaturas también se refleja en su arte. 
Durante los últimos cuarenta años, las esculturas de cristal de Chihuly han explorado el color, el diseño, y el ensamblaje. Aunque su trabajo varía en tamaño y color, Chihuly es bien conocido por sus obras maestras sopladas de múltiples piezas. También está interesado en la cultura irlandesa, ha producido un volumen importante de "cilindros irlandeses," que son más modestos en su concepción que sus obras de vidrio soplado. 
Algunos de los trabajos de Chihuly cubren techos enteros de casinos y hoteles, mientras que otras son flores abstractas del tamaño de una mano. Chihuly utiliza colores intensos para darle vida a su trabajo. También es conocido por usar neón y argón. Chihuly tiene un almacén en el MGM Gran Casino de Macau. [cita requerida]Una de las esculturas de Chihuly estaba situada en un lugar visiblemente destacado en la sitcom Frasier, que se rodó cerca de Seattle.
Chihuly utiliza la naturaleza como ajuste para sus piezas, y para crear sus piezas como si fueran parte de la naturaleza. Chihuly trenza a veces sus piezas alrededor de ramas y de troncos de árboles, también las suspende en el espacio o las pone flotando en el agua.

## Exhibiciones (Selección)
- 1996 Chihuly over Venice, Venecia/Italia[10]
- 1999-2000 Chihuly in the Light of Jerusalén, Jerusalén/Israel[11]
- 2001-2002 Chihuly in the Park: A garden of Glass, Chicago/Estados Unidos
- 2004 Chihuly in the Garden, Atlanta Botanical Garden, Atlanta/Estados Unidos
- 2005 Gardens of Glass, Kew Gardens, Londres/Inglaterra[12]
- 2005 Chihuly in Kalamazool, Kalamazool Institute of Arts, Kalamazool/Estados Unidos[13]
- 2005-2007 Chihuly at Fairchild, Fairchild Tropical Botanic Garden, Coral Gables/Estados Unidos[14]
- 2006 Oisterwijk Sculptuur 2006, Oisterwijk/Holanda[15]
- 2006 Missouri Botanical Garden at St. Louis/Estados Unidos[16]
- 2013 Colonnade Persane, Musée des Beaux-Arts Montréal, Québec/Canada